# Västlands landsfiskalsdistrikt
Västlands landsfiskalsdistrikt var 1918-1941 ett landsfiskalsdistrikt i Uppsala län, bildat när Sveriges indelning i landsfiskalsdistrikt trädde i kraft den 1 januari 1918, enligt beslut den 7 september 1917. Landsfiskalsdistriktet avskaffades den 1 oktober 1941 (genom kungörelsen 28 juni 1941) när Sverige fick en ny indelning av landsfiskalsdistrikt. Av dess ingående områden överfördes Tolfta landskommun till Tierps landsfiskalsdistrikt och Västlands landskommun till Älvkarleby landsfiskalsdistrikt.
Landsfiskalsdistriktet låg under länsstyrelsen i Uppsala län.

## Ingående områden

### Från 1918
Örbyhus härad:
- Tolfta landskommun
- Västlands landskommun